# Société bouddhiste
La Société bouddhiste, en anglais The Buddhist Society, est une association sans but lucratif du Royaume-Uni dont le but est de « [...] publier et faire connaître les principes du bouddhisme et d'encourager leur apprentissage et leur pratique. »
La Société bouddhiste est une organisation laïque inter-communautaire et non-sectaire. Elle organise des conférences et des cours sur les enseignements de l’ensemble des principales écoles et traditions bouddhistes, pour le public et pour ses membres. Elle a un programme d’édition et dans ses locaux, elle héberge une des principales bibliothèques de la Grande-Bretagne sur le bouddhisme. Elle est dirigée par un conseil élu, et est officiellement soutenue par le 14e Dalaï Lama.
Parmi ses publications, elle édite périodiquement The Buddhist Directory (L'annuaire bouddhiste), un ouvrage de référence qui énumère la grande majorité des groupes, centres et autres organisations liées au bouddhisme, du Royaume-Uni et de l’Irlande, et The Middle Way (La voie du milieu), un journal trimestriel.

## Histoire

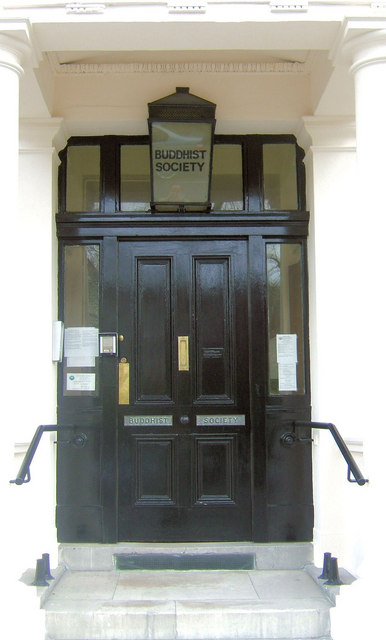
The Buddhist Society, 58 Eccleston Square, Londres

La Société bouddhiste est créée en 1924 à Londres comme ramification de la Loge Théosophique par Christmas Humphreys (en), un juge britannique bouddhiste. Elle devint indépendante en 1926 et Humphreys en reste son président jusqu'à sa mort en 1983. Edward Conze, un érudit anglo-allemand essentiellement connu pour ses traductions pionnières de textes bouddhiques, en a été le vice-président. En 1961 le 14e Dalaï Lama est devenu le soutien officiel de la Société, qui fut la première organisation occidentale à être ainsi honorée. La Société bouddhiste était une des premières organisations bouddhistes à l’extérieur de l’Asie et est aujourd'hui la plus ancienne en Europe.

## Publications
Depuis sa création, la Société bouddhiste a publié des œuvres bouddhiques, et elle continue à le faire de nos jours. Ceci inclut une sélection de classiques de la littérature bouddhique et d'œuvres importantes plus récentes, incluant quelques livres de son fondateur, Christmas Humphreys. Les livres peuvent être achetés par correspondance ou en personne, à la Société. The Buddhist Directory (L'annuaire bouddhiste) est un répertoire complet des groupes et organisations bouddhiques du Royaume-Uni et de l'Irlande. Il contient aussi des informations sur les bibliothèques, éditeurs et librairies de littérature et d'objet bouddhiques.
The Middle Way (La voie du milieu) est le journal trimestriel de la Société Bouddhiste ; il existe depuis 1926, ayant à l'origine porté le nom Buddhism in England (Le bouddhisme en Angleterre). Respecté dans le monde entier, il contient des nouvelles et des articles sur la pratique et l'histoire du bouddhisme, ainsi que des détails du programme de la Société. Il est possible de s'y abonner sans être membre de la Société. Marianne Winder fut rédactrice en chef du journal.